# LNFA 2 2008
La LNFA 2 2008 fue la V edición de la LNFA 2, disputada en 2008.
El ganador fue Valencia Giants.
Estuvo compuesta por 16 equipos divididos en 3 conferencias:
- Conferencia Norte
- Conferencia Este
- Conferencia Oeste

Es de destacar que en la Conferencia Oeste compitieron por primera vez dos equipos de Portugal, procedentes de Oporto y Lisboa.
| LNFA 2            |                        |         |          |            |              |                 |
| Conferencia Norte |                        |         |          |            |              |                 |
| Puesto            | Equipo                 | Ganados | Perdidos | P. a favor | P. en contra | Dif. marcadores |
| 1                 | Zaragoza Hurricanes    | 6       | 0        | 275        | 13           | +262            |
| 2                 | Argentona Bocs         | 3       | 3        | 147        | 93           | +54             |
| 3                 | Santurce Coyotes       | 1       | 4        | 72         | 105          | -33             |
| 4                 | Vilafranca Eagles      | 1       | 4        | 37         | 209          | -172            |
| 5                 | Igualada C.F.A.        | 0       | 6        | 13         | 292          | -279            |
| Conferencia Este  |                        |         |          |            |              |                 |
| Puesto            | Equipo                 | Ganados | Perdidos | P. a favor | P. en contra | Dif. marcadores |
| 1                 | Valencia Giants        | 6       | 0        | 253        | 44           | +209            |
| 2                 | Reus Imperials         | 5       | 1        | 238        | 36           | +202            |
| 3                 | Barberá Rookies        | 4       | 2        | 158        | 88           | +70             |
| 4                 | Tarrasa Reds           | 3       | 3        | 111        | 110          | +1              |
| 5                 | Murcia Cobras          | 1       | 5        | 107        | 161          | -54             |
| 6                 | Peñíscola Ironmans     | 0       | 6        | 0          | 394          | -394            |
| Conferencia Oeste |                        |         |          |            |              |                 |
| Puesto            | Equipo                 | Ganados | Perdidos | P. a favor | P. en contra | Dif. marcadores |
| 1                 | Coslada Camioneros     | 5       | 1        | 211        | 80           | +131            |
| 2                 | Marbella Suns          | 5       | 1        | 152        | 107          | +45             |
| 3                 | Las Rozas Black Demons | 4       | 2        | 149        | 84           | +65             |
| 4                 | Lisboa Navigators      | 2       | 4        | 75         | 134          | -59             |
| 5                 | Porto Renegades        | 1       | 5        | 93         | 141          | -48             |

## Play-offs
|  | Cuartos de final       | Cuartos de final       | Cuartos de final   |                    |                     | Semifinales         | Semifinales | Semifinales |  |                | Final (Estadio Municipal de Reus) | Final (Estadio Municipal de Reus) | Final (Estadio Municipal de Reus) |  |
|  |                        |                        |                    |                    |                     |                     |             |             |  |                |                                   |                                   |                                   |  |
|  |                        |                        |                    |                    |                     |                     |             |             |  |                |                                   |                                   |                                   |  |
|  | Zaragoza Hurricanes    | Zaragoza Hurricanes    | 20                 |                    |                     |                     |             |             |  |                |                                   |                                   |                                   |  |
|  | Zaragoza Hurricanes    | Zaragoza Hurricanes    | 20                 |                    |                     |                     |             |             |  |                |                                   |                                   |                                   |  |
|  | Las Rozas Black Demons | Las Rozas Black Demons | 6                  |                    |                     |                     |             |             |  |                |                                   |                                   |                                   |  |
|  | Las Rozas Black Demons | Las Rozas Black Demons | 6                  |                    | Zaragoza Hurricanes | Zaragoza Hurricanes | 6           |             |  |                |                                   |                                   |                                   |  |
|  |                        |                        |                    |                    | Zaragoza Hurricanes | Zaragoza Hurricanes | 6           |             |  |                |                                   |                                   |                                   |  |
|  |                        |                        | Reus Imperials     | Reus Imperials     | 28                  |                     |             |             |  |                |                                   |                                   |                                   |  |
|  | Reus Imperials         | Reus Imperials         | Reus Imperials     | Reus Imperials     | 28                  | 48                  |             |             |  |                |                                   |                                   |                                   |  |
|  | Reus Imperials         | Reus Imperials         |                    |                    |                     |                     |             |             |  |                |                                   |                                   |                                   |  |
|  | Marbella Suns          | Marbella Suns          | 0                  |                    |                     |                     |             |             |  |                |                                   |                                   |                                   |  |
|  | Marbella Suns          | Marbella Suns          | 0                  |                    |                     |                     |             |             |  | Reus Imperials | Reus Imperials                    | 16                                |                                   |  |
|  |                        |                        |                    |                    |                     |                     |             |             |  | Reus Imperials | Reus Imperials                    | 16                                |                                   |  |
|  |                        |                        | Valencia Giants    | Valencia Giants    | 10                  |                     |             |             |  |                |                                   |                                   |                                   |  |
|  | Valencia Giants        | Valencia Giants        | Valencia Giants    | Valencia Giants    | 10                  | 1                   |             |             |  |                |                                   |                                   |                                   |  |
|  | Valencia Giants        | Valencia Giants        |                    |                    |                     |                     |             |             |  |                |                                   |                                   |                                   |  |
|  | Barberá Rookies        | Barberá Rookies        | 0                  |                    |                     |                     |             |             |  |                |                                   |                                   |                                   |  |
|  | Barberá Rookies        | Barberá Rookies        | 0                  |                    | Valencia Giants     | Valencia Giants     | 49          |             |  |                |                                   |                                   |                                   |  |
|  |                        |                        |                    |                    | Valencia Giants     | Valencia Giants     | 49          |             |  |                |                                   |                                   |                                   |  |
|  |                        |                        | Coslada Camioneros | Coslada Camioneros | 12                  |                     |             |             |  |                |                                   |                                   |                                   |  |
|  | Coslada Camioneros     | Coslada Camioneros     | Coslada Camioneros | Coslada Camioneros | 12                  | 32                  |             |             |  |                |                                   |                                   |                                   |  |
|  | Coslada Camioneros     | Coslada Camioneros     |                    |                    |                     |                     |             |             |  |                |                                   |                                   |                                   |  |
|  | Argentona Bocs         | Argentona Bocs         | 13                 |                    |                     |                     |             |             |  |                |                                   |                                   |                                   |  |
|  | Argentona Bocs         | Argentona Bocs         | 13                 |                    |                     |                     |             |             |  |                |                                   |                                   |                                   |  |
|  |                        |                        |                    |                    |                     |                     |             |             |  |                |                                   |                                   |                                   |  |